# Île de Petite Biesse
L'île de Petite Biesse est une des anciennes îles de la Loire à Nantes qui correspond aujourd'hui à une partie centrale de l'île de Nantes.

## Situation
Elle se trouvait au sud de l'île de Grande Biesse, dont elle était séparée par un bras de Loire, la « boire de Toussaint » qui, comblée entre 1930 et 1945, a laissé la place au boulevard Gustave-Roch.
Au sud de l'île, un deuxième bras du fleuve, la « boire des Récollets », la séparait du faubourg de Vertais situé sur l'île Vertais constituée de la « prairie d'Aval » et « la prairie d'Amont ». Ce bras mort, également comblé durant la même période, épouse aujourd'hui à peu près le tracé de la Ligne ferroviaire Nantes - Saint-Gilles-Croix-de-Vie aménagé entre 1958 et 1960.

## Historique
Cette île était autrefois traversée du nord au sud par la chaussée menant de Nantes à Pirmil, qui est devenue depuis la rue Petite-Biesse. Celle-ci traversait les boires « de Toussaint » et « des Récollets » par des ponts homonymes.
C'est dans l'île de Petite Biesse, en 1618, que les Pères Douillets bâtissent leur couvent des Récollets qui fonctionne jusqu'à la Révolution française et qui est rasé au XIXe siècle. La rue des Récollets perpétue leur souvenir.

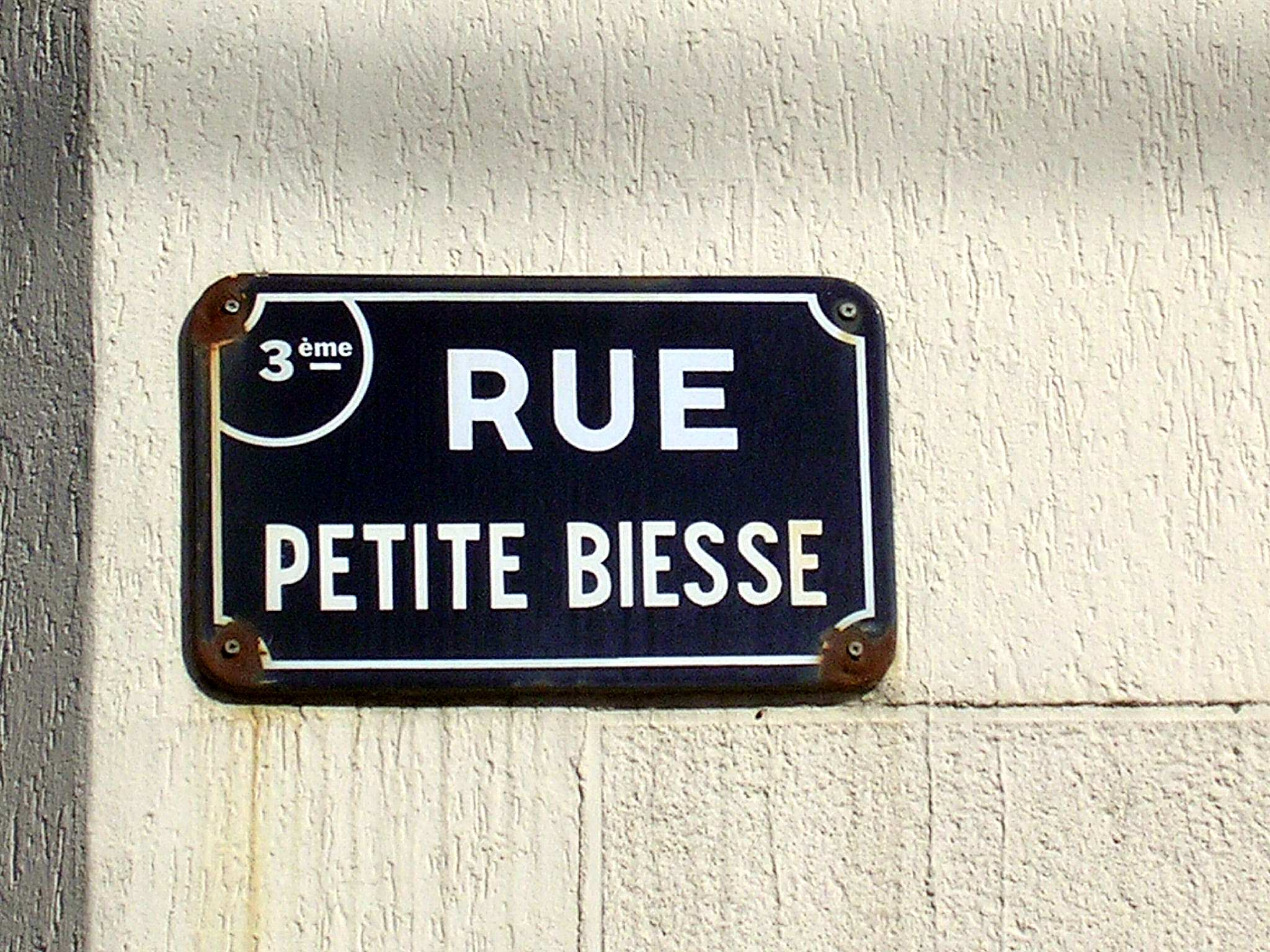
Panneau rue Petite Biesse